# Grupa „Jarosław”
Grupa „Jarosław” – grupa Wojska Polskiego II RP, improwizowana w czasie kampanii wrześniowej 1939.
Sformowana z jednostek, zmobilizowanych w garnizonie Jarosław oraz zatrzymanych w transportach kolejowych z uwagi na zniszczenie torów kolejowych.

## Formowanie
Na podstawie wytycznych dowódcy Okręgu Korpusu nr X gen. bryg. Wacława Scaevola-Wieczorkiewicza z dnia 7 i 8 września dowódca Ośrodka Zapasowego 2 Dywizji Piechoty Legionów otrzymał rozkaz zorganizowania obrony rzeki San na odcinku w rejonie Jarosławia i Radymna. Od rana 9 września ppłk Jan Wójcik przystąpił do organizacji obrony linii rzeki San z przebywających Jarosławiu i w pobliskich miejscowościach oddziałów piechoty i artylerii. Zebrane oddziały otrzymały nazwę Grupa „Jarosław” W jej skład weszły zmobilizowane i sformowane w 3 pp Leg., OZ 2 DP Leg. i Ośrodku Zapasowym Artylerii Lekkiej nr 10 w Jarosławiu oraz z innych napływających jednostek: 
piechota: 
- III batalion 155 pułku piechoty,
- batalion marszowy 3 pułku piechoty Leg.
- batalion piechoty improwizowany „M” z OZ 2 DP Leg.
- III batalion 154 pułku piechoty,

artyleria:
- II dywizjon 40 pułku artylerii lekkiej,
- 1 bateria 40 pułku artylerii lekkiej,
- 9 bateria 11 pułku artylerii lekkiej,
- 5 bateria 24 pułku artylerii lekkiej,
- bateria artylerii lekkiej OZAL nr 10,
- 1 bateria 60 dywizjonu artylerii ciężkiej[1].

## Działania bojowe
Zmobilizowany w Jarosławiu przez 39 pułk piechoty, III batalion 154 pp rozkazem gen. bryg. Wacława Scaevola-Wieczorkiewicza został wysłany na dalekie przedpole celem osłony, organizującej obronę grupy. 8 września o godz. 17.00 III/154 pp wymaszerował do Przeworska i doszedł do celu o godz.20.00. Od świtu 9 września zajmował pozycje obronne w Nowosielcach koło Przeworska. Ppłk Jan Wójcik miał zorganizować siłami swojej grupy obronę wschodniego brzegu Sanu od Sieniawy do Radymna. Rano 9 września III batalion 155 pp zajął obronę na odcinku od toru kolejowego Munina-Lubaczów pod Surochowem do Szówska. Jako odwód za III/155 pp na wschód od Koniaczowa obok wzg.190 „Mogiła” stanął batalion marszowy 3 pp Leg. Z magazynów w Jarosławiu dla bm 3 pp Leg. pozyskano broń maszynową (niezbyt sprawną), amunicję i granaty. 2 kompania strzelecka wraz z I plutonem km bm 3 pp Leg. została wysłana na ubezpieczenie promów i brodów do Sieniawy, Wiązownicy i Leżachowa. II dywizjon 40 pal i bateria artylerii z OZAL nr 10 zajęły stanowiska ogniowe za III/155 pp i bm 3 pp Leg. w Koniaczowie, Surochowie i Makowiskach. Batalion „M” (bez kompanii) zajął obronę na zachodnich i południowych przedmieściach Jarosławia od strony Przeworska. Do obrony przeprawy - mostu przez San pod Radymnem została wysłana kompania strzelecka z plutonem ckm i armatą ppanc. z batalionu „M”, wsparta 5 baterią 24 pal. Wieczorem 9 września III/154 pp otrzymał rozkaz przejścia za San w okolicach Leżajska i zajęcia obrony na skrzydle północnym Grupy „Jarosław”. 10 września o godz. 5.00 Grupa bojowa „Iwand” z południowej kolumny niemieckiej 4 Dywizji Lekkiej uderzyła na Radymno i po krótkiej walce wyparła z miasta pluton wzmocnienia policji, nieustaloną kompanię Związku Strzeleckiego i rozgoniła zgromadzone tam tabory. Obrońcy stawili opór w rejonie mostu na rzeczce Rada w Radymnie i wycofali się w stronę wsi Zagrody i dalej za San. Most drogowy na Sanie został wysadzony przez saperów. Pomimo ostrzału przez 5 baterię 24 pal oraz ognia piechoty, oddziały strzelców zmotoryzowanych niemieckiej grupy sforsowały San na łodziach i utworzyły przyczółek. Wzmocnioną kompania z batalionu „M”, wraz z baterią po stawieniu chwilowego oporu wycofały się. Część kompanii batalionu „M” i 5/24 pal wycofały się do Duńkowic 5 km na wschód od Radymna. Reszta podjęła marsz w kierunku Stubna. Przebywający w tym czasie we wsi Ostrów, por. Romuald Radziwiłłowicz z 24 puł. wraz z pocztem dowódcy 3 szwadronu, zebrał uciekających z Radymna żołnierzy zorganizował improwizowany oddział i zaatakował oddziały niemieckie w Radymnie od strony północnej na zachodnim Brzegu Sanu. Natarcie oddziału por. Radziwiłłowicza zostało zatrzymane w połowie drogi pomiędzy Radymnem, a Ostrowem. Oddział został rozbity, część wraz rannym por. Radziwiłłowiczem trafiła do niewoli, część wycofała się. Na wschodnim brzegu rzeki kontratak na niemiecki przyczółek wykonał pluton, a następnie niepełny szwadron 24 puł, natarcie to wyparło niemieckich strzelców nad San, ale dalsze działania strony polskiej powstrzymał ostrzał niemieckiej artylerii.          
Rano 10 września do Jarosławia dotarła 10 Brygada Kawalerii płk dypl. Stanisława Maczka. Płk dypl. Stanisław Maczek podporządkował sobie Grupę „Jarosław”, w Jarosławiu założył silne przedmoście pod dowództwem ppłk Zygmunta Moszczeńskiego w składzie będącego na pozycjach batalionu „M”, 3 szwadronu i niepełnego 4 szwadronu 24 pułku ułanów, 1 szwadronu dywizjonu przeciwpancernego 10 BK. Wsparcie artyleryjskie ze wschodniego brzegu zapewniły II/40 pal, improwizowana bateria OZAL nr 10. Ze składu 10 BK 16 dywizjon artylerii motorowej, oraz podporządkowane brygadzie, które z nią dotarły do Jarosławia baterie: 1/40 pal, 9/11 pal i 1/60 dac. Tak zebrana artyleria liczyła nie mniej niż 32 działa. Przez most na Sanie w Jarosławiu przechodziły z przedpola oddziały 10 BK i innych jednostek, które przez dzień 10 września zbierały się na jego wschodnim brzegu w rejonie Makowisk i Ryszkowej Woli. 10 września rano maszerujący spod Nowosielc do Leżajska III/154 pp zatrzymał się na postoju w lasach w rejonie Dębna. Tam został zaskoczony i rozbity przez oddziały niemieckiej 2 Dywizji Pancernej. Część pododdziałów batalionu przedostała się przez San do lasów sieniawskich, gdzie weszła w skład Grupy ppłk. Jana Wójcika, reszta dołączyła do Ośrodka Zapasowego 24 DP w rejonie Żółkwi. Od godz. 9.00 10 września Jarosław był ostrzeliwany przez artylerię niemiecką. Około południa pod Jarosław dotarły oddziały niemieckiej 2 DPanc. i kolumna północna 4 DLek. Trwała walka patroli rozpoznawczych. Po południu na przedmoście wyszło niemieckie natarcie powstrzymane w ogniu artylerii i broni piechoty. Strona niemiecka utraciła kilka czołgów unieruchomionych i kilku jeńców. Do wieczora 10 września trwała wymiana ognia artylerii i walki patroli na przedmościu Jarosław. Nocą 10/11 września obsada przedmościa wycofała się na wschodni brzeg Sanu. Jako ostatni wycofał się i osłaniał odwrót batalion „M”. Wysadzono mosty na rzece. Batalion „M” przeszedł w rejon Olchowej na pozycję odwodową. Ok. godz. 22.00 dowódca bm 3 pp Leg. otrzymał rozkaz wzmocnienia obrony z kierunku Radymna, w tym celu wysłano do Wysocka, przez Suchorów i Wietlin 3 kompanię z III plutonem km z batalionu marszowego 3 pp Leg. Ppłk Jan Wójcik otrzymał od dowódcy OK nr  X, rozkaz obrony linii Sanu przez cały dzień 11 września i osłony odejścia 10 BK na Oleszyce Lubaczów, a następnie wycofanie się z własną grupą w kierunku na Lubaczów. W dniu 10 września wsparcia obrońcom Jarosławia i Radymna udzielił X dywizjon bombowy, bombardując niemieckie kolumny pancerno-motorowe na szosie Przeworsk-Jarosław.      
Wzmocniona 3 kompania strzelecka bm 3 pp Leg. po dotarciu do Wysocka zajęła tam obronę. Rano 11 września została wyparta przez oddziały 4 DLek. z Wysocka i wycofała się w kierunku wsi Łazy. Od rana 11 września pozycje Grupy „Jarosław” na wschodnim brzegu Sanu znalazły się pod silnym ostrzałem artylerii niemieckiej z 2 D Panc., ok. godz. 11.00 do natarcia przystąpiła niemiecka piechota zmotoryzowana, wsparta czołgami. Pomimo utraty kilku czołgów na brodach pod ostrzałem artylerii i broni piechoty, oddziały niemieckie sforsowały San i po kilkugodzinnej walce włamały się w obronę III/155 pp. Kontrataki batalionu „M” i pozostałości batalionu marszowego 3 pp Leg. nie doprowadziły do powstrzymania niemieckiego natarcia. O godz. 15.00 ppłk Jan Wójcik wydał rozkaz wycofania się. Północna część grupy miała się wycofać w kierunku Radawy, przy którym był osobiście dowódca grupy. Południowe skrzydło grupy miało wycofać się do Dzikowa, lecz nie jest wiadome, czy rozkaz dotarł do tych pododdziałów, gdyż były już w odwrocie. Część III batalionu 155 pp, kompania kpt. Pietrzaka z batalionu „M” II dywizjon 40 pal i 1 bateria 60 dac z plutonem ckm na taczankach i armatami ppanc. zebrały się w rejonie Koniaczowa i wycofały się wraz z dowództwem grupy do lasu na południe od Radawy. Oddziały z północnej grupy zorganizowały obronę na skraju lasu, dołączyła obsada czaty spod Leżachowa 2 kompanii bm 3 pp Leg. i pozostałości batalionu III/154 pp. Artyleria odmaszerowała do Radawy. Z uwagi na groźbę okrążenia pododdziały wycofały się za rzeczkę Lubaczówkę. Pozostałość bm 3 pp Leg. 1 kompania strzelecka, kompania ckm bez dwóch plutonów i plutony specjalne wycofujące się w sposób uporządkowany zostały zaatakowane przez dwa samoloty niemieckie, w wyniku czego pododdziały batalionu rozproszyły się, resztki jego dotarły w rejon Oleszyc i Tomaszowa Lubelskiego, gdzie dołączyły do napotkanych jednostek WP. Wzmocniona 3 kompania bm 3 pp Leg. wycofała się z Wysocka, na Łazy i Laszki, w trakcie marszu została rozbita przez niemiecki podjazd pancerno-motorowy. Batalion „M” bez dwóch kompanii wycofując się wzdłuż szosy na Zapałów został rozbity przez niemieckie czołgi. Resztki batalionu wycofały się do Oleszyc, skąd dalej na Żółkiew i Rawę Ruską. Jednostki artylerii częściowo wycofały się w całości ze sprzętem tj. 5/24 pal dołączyła czasowo do 6 Dywizji Piechoty, a następnie do 23 Dywizji Piechoty i weszła w skład odtworzonego I dywizjonu 23 pułku artylerii lekkiej. 1/40 pal wycofała się do Lwowa i wzięła udział w jego obronie. 9/11 pal po walce w rejonie Makowisk samotnie wycofała się na wschód, została rozbita 11 września na postoju przez niemieckie oddziały rozpoznawcze prowadzące pościg. Podobny los spotkał wycofującą się baterię artylerii OZAL nr 10.                    
Za rzeką Lubaczówką zgrupowanie skupione wokół ppłk Jana Wójcika rano 13 września zostało zbombardowane, następnie podjęto marsz lasami w kierunku wsi Futory. Ze względu na, to że stwierdzono obecność obsady niemieckiej we wsi zgrupowanie nocą 13/14 września pomaszerowało w kierunku na Dzików. II/40 pal pomaszerował z Radawy na Cieszanów i Narol, gdzie w okolicach stoczył walkę z niemieckimi czołgami. Po dalszym marszu i walkach dołączył do Grupy „Dubno” i dzielił z nią dalsze losy. 1/60 dac przez kilka dni kluczyła po lasach próbując nawiązać kontakt z jednostkami WP. 14 września w rejonie wsi Zalesie, gdy konie wyczerpały całkowicie siły na piaszczystych drogach, a w pobliżu pojawił się niemiecki oddział, dowódca baterii rozkazał zniszczyć haubice i sprzęt, po czym rozwiązał baterię. W nocy 14/15 września oddział ppłk. Wójcika przeszedł przez Ułazów i Zamek, przeprawił się przez rzekę Tanew i do 17 września kluczył z oddziałem po lasach Puszczy Różanieckiej. Wobec beznadziejnej sytuacji, braku amunicji i żywności nakazał zniszczyć sprzęt i broń ciężką, a oddział rozwiązał, żołnierzy małymi grupkami rozpuścił do domów, sam z częścią żołnierzy przeszedł z czasem do konspiracji.                         

## Obsada personalna Grupy „Jarosław”
Dowództwo
- dowódca – ppłk Jan Wójcik
- adiutant grupy – kpt. Jakub Prośba[10]

piechota:
- dowódca III/155 pp – mjr Tadeusz Zarzycki
- dowódca III/154 pp – ppłk Franciszek Karol Herzog
- dowódca batalionu marszowego 3 pp Leg. – por. rez. Michał Górski
- dowódca batalionu piechoty „M” – kpt. Józef Matheis
  - dowódca kompanii strzeleckiej – kpt. Jan Pietrzak

artyleria:
- dowódca II/40 pal – ppłk Jan Cudek
- dowódca 1/40 pal – kpt. Romuald Stępniewski
- dowódca 9/11 pal – kpt. Adam Szpilczyński
- dowódca 5/24 pal – kpt. Jan Czesław Bielecki
- dowódca baterii artylerii OZAL nr 10 – NN
- dowódca 1/60 dac – kpt. Zygmunt Łyzicki